# チェロ協奏曲第2番 (サン＝サーンス)
チェロ協奏曲第2番 ニ短調 作品119は、カミーユ・サン＝サーンスが1902年に作曲したチェロ協奏曲。壮年期の作品であるチェロ協奏曲第1番（1873年）のおよそ30年後、20世紀に入ってから書かれた作品であるが、よく演奏される第1番とは対照的に滅多に演奏されない。しかし、伝記作者ミヒャエル・シュテーゲマンやチェロ奏者スティーヴン・イッサーリスのように高く評価する向きもある。サン＝サーンス自身は「難しすぎるため第1番ほど広まることはないだろう」と述べている。
チェロ奏者ジョゼフ・オルマン（Joseph Hollman）のために1902年の11月までに作曲され、同年にデュラン社から出版された。初演は次の年の2月、ベルリンでオルマンの独奏で行われた。献呈もオルマンにされている。

## 編成
独奏チェロ、フルート2、オーボエ2、クラリネット2、ファゴット2、ホルン4、トランペット2、ティンパニ、弦五部

## 演奏時間
約16分

## 構成
2楽章からなるが、第1楽章は簡潔なソナタ形式のアレグロと三部形式のロマンスという通常の協奏曲の2つの楽章を連続させたものと見ることができ、実質的には伝統的な3楽章構成である。これに似た構成はピアノ協奏曲第4番、ヴァイオリンソナタ第1番、交響曲第3番でも採られている。情熱的に始まる第2楽章もソナタ形式で書かれ、カデンツァを経て第1楽章がニ長調に転じて短く再現され、コーダへと続く。
- 第1楽章　アレグロ・モデラート・エ・マエストーソ　ニ短調　4分の3拍子　―　アンダンテ・ソステヌート　変ホ長調　4分の4拍子
- 第2楽章　アレグロ・ノン・トロッポ　ト短調　4分の2拍子 - モルト・アレグロ　ニ長調　4分の4拍子